# Shoshana Arbeli-Almozlino
Shoshana Arbeli-Almozlino (en hébreu : שושנה ארבלי-אלמוזלינו), née le 26 janvier 1926 à Mossoul et décédée le 12 juin 2015 à Tel Aviv, est une politicienne israélienne, membre de la Knesset pour l'alliance du Parti travailliste et de l'Alignement de 1965 à 1992. Elle occupe également le poste de ministre de la Santé entre 1986 et 1988.

## Biographie
Shoshana Arbeli-Almozlino naît le 26 janvier 1926 à Mossoul, en Irak. Elle est l'un des six enfants du marchand Shmuel Binyamin Arbili et de sa femme Safra. Elle est militante du mouvement clandestin HeHalutz, pour lequel elle est emprisonnée.
Ayant initialement étudié pour devenir enseignante, elle fait son alya en Palestine mandataire en 1947. Le reste de sa famille immigre en Israël dans le cadre de l'opération Ezra et Néhémie en 1951. Elle rejoint Akhdut HaAvoda en 1948 et devient membre du secrétariat de la branche de Ramat Gan et Givatayim du parti. L'année suivante, elle fait partie des fondateurs du kibboutz Neve Ur. Entre 1952 et 1957, elle travaille comme coordinatrice du département des femmes du Bureau du travail de Ramat Gan, avant de devenir coordinatrice de la section jeunesse de 1957 à 1959.
Entre 1959 et 1966, elle est membre du secrétariat des conseils d'entreprise et préside son département de la formation et de l'emploi. Elle devient plus tard membre du conseil Histadrout et du conseil de l'organisation des femmes Na'amat. Elle rate l'élection à la Knesset sur la liste de l'Alignement en 1965, mais entre au parlement en janvier 1966 après que deux députés de l'Alignement, Moshe Carmel et Haim Gvati, aient démissionné de leurs sièges. Elle est réélue en 1969, en 1973, en 1977, en 1981 et en 1984,,.
En septembre 1984, elle est nommée sous-ministre de la Santé. Dans le gouvernement formé en octobre 1986, elle devient ministre de la Santé, poste qu'elle occupe jusqu'aux élections de 1988, au cours desquelles elle conserve son siège de député, mais perd sa place au cabinet. Elle prend sa retraite en 1992 après 26 ans à la Knesset et est placée 112e sur la liste du Parti travailliste pour les élections de 1992,,,.
Atteinte de la maladie d'Alzheimer, Shoshana Arbeli-Almozlino décède au Tel Aviv Sourasky Medical Center le 12 juin 2015 à l'âge de 89 ans.

## Vie privée
En 1965, âgée de 39 ans, elle épouse Natan Almozlino, un veuf actif au sein de l'Ahdut Ha-Avodah et trésorier de la Histadrut. Natan Almozlino a deux enfants (Uzi et Yishai) issus de son premier mariage. Le couple vit à Givatayim et n'a pas d'enfants.